# Pougues-les-Eaux
Pougues-les-Eaux este o comună în departamentul Nièvre din centrul Franței. În 2009 avea o populație de 2.499 de locuitori.

## Evoluția populației
| An        | 1975  | 1982  | 1990  | 1999  | 2006  | 2009  |
| --------- | ----- | ----- | ----- | ----- | ----- | ----- |
| Populație | 2.014 | 2.260 | 2.358 | 2.493 | 2.510 | 2.499 |